# Primera División 2009-2010 (Spagna)
La Primera División 2009-2010 che, per ragioni di sponsorizzazione prese il nome di Liga BBVA 2009-2010, è stata la 79ª edizione della massima serie del campionato spagnolo di calcio, disputato tra il 29 agosto 2009 e il 16 maggio 2010 e concluso con la vittoria del Barcellona, al suo ventesimo titolo, il secondo consecutivo.
Capocannoniere del torneo è stato Lionel Messi (Barcellona) con 34 reti.

## Stagione

### Avvenimenti
La stagione 2009-2010 della Liga può essere considerata una delle più combattute della storia calcistica spagnola, visto che già a partire dal 29 agosto, giorno in cui la Liga aveva riaperto i battenti, sulla carta il titolo di campione avrebbero potuto giocarselo il Barcellona fresco vincitore della edizione precedente e il Real Madrid dato la campagna faraonica compiuta dal "nuovo" presidente dei "blancos", che vista la concomitanza con la finale di UEFA Champions League 2009-2010 che avrebbe avuto luogo proprio nella capitale spagnola, spiazzò quasi subito le altre pretendenti al titolo mettendo a segno tre importantissimi colpi: Cristiano Ronaldo, Benzema e Kaká che, insieme agli altri calciatori acquistati, costarono alla società più importante di Madrid ben 250 milioni di euro.
Dalla sua il Barcellona non poté certo rimanere a guardare. Infatti, la società blaugrana si assicurò ben presto due importantissimi giocatori come Zlatan Ibrahimović e Maxwell e ottenendo un'altra importantissima pedina come Pedro (a dimostrazione di come sia importante il settore giovanile di cui il Barça dispone) che diventarono successivamente punti cardine della squadra che nella stagione precedente aveva ottenuto il "tripléte" ottenendo in un colpo solo campionato, coppa nazionale e Champions. Nonostante le fatiche di pre-campionato con la Supercoppa europea, la cessione di Samuel Eto'o, compreso nell'affare per ottenere Ibrahimović, il Barcellona ottiene un filotto di vittorie consecutive che ne valsero il primato in classifica.
Il Real rispose e rimase a braccetto con la capolista sino alla sesta giornata del girone d'andata, che, nonostante il pareggio con il Valencia, poté portarsi a +1 sul Madrid visto la sua contemporanea sconfitta contro il Siviglia. Il divario si farà più pesante dopo il "clásico" vinto dai catalani per 1-0. Da qui il leader del campionato sarà solo il Barcellona, che, nonostante le fatiche dovute agli impegno di Champions e del Mondiale per Club, chiuderà con 99 punti a +3 sul Madrid (con entrambe le squadre vincitrici in 31 partite sulle 38 complessive). A differenza dell'altro passato il Barcellona non riuscì a ripetersi e viene eliminata prima in Coppa del Re dal Siviglia, e poi in Champions League dall'Inter, con entrambe le squadre vincitrici nelle due competizioni. Sorride l'altra faccia di Madrid: l'Atlético non solo per le sconfitte dei "cugini" ma anche per la vittoria dopo 48 anni di un trofeo europeo: l'UEFA Europa League una vittoria storica considerando che è la prima squadra spagnola ad ottenere per la prima volta il nuovo trofeo europeo voluto da Michel Platini. Torna nell'Europa che conta anche il Valencia che ottiene un ottimo terzo posto.

## Squadre partecipanti
| Club                | Stagione | Città                  | Stadio                              | Stagione precedente                    |
| ------------------- | -------- | ---------------------- | ----------------------------------- | -------------------------------------- |
| Almería             | dettagli | Almería                | Estadio de los Juegos Mediterráneos | 12º posto in Primera División          |
| Athletic Bilbao     | dettagli | Bilbao                 | Stadio San Mamés                    | 13º posto in Primera División          |
| Atlético Madrid     | dettagli | Madrid                 | Stadio Vicente Calderón             | 4º posto in Primera División           |
| Barcellona          | dettagli | Barcellona             | Camp Nou                            | 1º posto in Primera División           |
| Deportivo La Coruña | dettagli | La Coruña              | Stadio Riazor                       | 7º posto in Primera División           |
| Espanyol            | dettagli | Barcellona             | Estadi Cornellà-El Prat             | 10º posto in Primera División          |
| Getafe              | dettagli | Getafe                 | Coliseum Alfonso Pérez              | 17º posto in Primera División          |
| Malaga              | dettagli | Malaga                 | La Rosaleda                         | 8º posto in Primera División           |
| Maiorca             | dettagli | Palma di Maiorca       | Son Moix                            | 9º posto in Primera División           |
| Osasuna             | dettagli | Pamplona               | Stadio Reyno de Navarra             | 14º posto in Primera División          |
| Racing Santander    | dettagli | Santander e Cantabria  | Stadio El Sardinero                 | 11º posto in Primera División          |
| Real Madrid         | dettagli | Madrid                 | Stadio Santiago Bernabéu            | 2º posto in Primera División           |
| Real Saragozza      | dettagli | Saragozza              | La Romareda                         | 3º posto in Segunda División, promosso |
| Real Valladolid     | dettagli | Valladolid             | Stadio José Zorrilla                | 15º posto in Primera División          |
| Siviglia            | dettagli | Siviglia               | Stadio Ramón Sánchez Pizjuán        | 3º posto in Primera División           |
| Sporting Gijón      | dettagli | Gijón                  | El Molinón                          | 16º posto in Primera División          |
| Tenerife            | dettagli | Santa Cruz de Tenerife | Estadio Heliodoro Rodríguez López   | 2º posto in Segunda División, promosso |
| Valencia            | dettagli | Valencia               | Stadio Mestalla                     | 6º posto in Primera División           |
| Villarreal          | dettagli | Villarreal             | El Madrigal                         | 5º posto in Primera División           |
| Xerez               | dettagli | Jerez de la Frontera   | Estadio Municipal de Chapín         | 1º posto in Segunda División, promosso |

## Allenatori e primatisti
| Squadra             | Allenatore                                                  | Calciatore più presente | Cannoniere                           |
| ------------------- | ----------------------------------------------------------- | ----------------------- | ------------------------------------ |
| Almeria             | Hugo Sánchez (1ª-14ª) Juan Manuel Lillo (15ª-38ª)           |                         | Kalu Uche (9)                        |
| Athletic Bilbao     | Joaquín Caparrós                                            |                         | Fernando Llorente (14)               |
| Atlético Madrid     | Abel Resino (1ª-8ª) Quique Sánchez Flores (8ª-38ª)          |                         | Diego Forlán (18)                    |
| Barcellona          | Josep Guardiola                                             |                         | Lionel Messi (34)                    |
| Deportivo La Coruña | Miguel Ángel Lotina                                         |                         | Iván Sánchez Rico (8)                |
| Espanyol            | Mauricio Pochettino                                         |                         | Pablo Daniel Osvaldo (7)             |
| Getafe              | José Miguel González                                        |                         | Roberto Soldado (16)                 |
| Malaga              | Juan Ramón López Muñiz                                      |                         | Duda (8)                             |
| Maiorca             | Gregorio Manzano                                            |                         | Aritz Aduriz (12)                    |
| Osasuna             | José Antonio Camacho                                        |                         | Walter Pandiani (11)                 |
| Racing Santander    | Juan Carlos Mandiá (1ª-10ª) Miguel Ángel Portugal (11ª-38ª) |                         | Mohamed Tchité (11)                  |
| Real Madrid         | Manuel Pellegrini                                           |                         | Gonzalo Higuaín (27)                 |
| Real Saragozza      | Marcelino García Toral (1ª-13ª) José Aurelio Gay (14ª-38ª)  |                         | Adrián Colunga (7)                   |
| Real Valladolid     | José Luis Mendilibar(1ª-20ª) Onésimo Sánchez (21ª-38ª)      |                         | Diego Costa (8)                      |
| Siviglia            | Manuel Jiménez Jiménez                                      |                         | Luís Fabiano (15)                    |
| Sporting Gijón      | Manuel Preciado                                             |                         | Diego Castro (10)                    |
| Tenerife            | José Luis Oltra                                             |                         | Juan Francisco Martínez Modesto (14) |
| Valencia            | Unai Emery                                                  |                         | David Villa (21)                     |
| Villarreal          | Ernesto Valverde (1ª-20ª) Juan Carlos Garrido (21ª-38ª)     |                         | Nilmar (11)                          |
| Xerez               | José Ángel Ziganda (1ª-16ª) Néstor Gorosito (17ª-38ª)       |                         | Mario Bermejo (12)                   |

## Classifica finale
|       | Pos. | Squadra             | Pt | G  | V  | N  | P  | GF  | GS | DR  |
| ----- | ---- | ------------------- | -- | -- | -- | -- | -- | --- | -- | --- |
|       | 1.   | Barcellona          | 99 | 38 | 31 | 6  | 1  | 98  | 24 | +74 |
|       | 2.   | Real Madrid         | 96 | 38 | 31 | 3  | 4  | 102 | 35 | +67 |
|       | 3.   | Valencia            | 71 | 38 | 21 | 8  | 9  | 59  | 40 | +19 |
|       | 4.   | Siviglia            | 63 | 38 | 19 | 6  | 13 | 65  | 49 | +16 |
| [ 3 ] | 5.   | Maiorca             | 62 | 38 | 18 | 8  | 12 | 59  | 44 | +15 |
|       | 6.   | Getafe              | 58 | 38 | 17 | 7  | 14 | 58  | 48 | +10 |
| [ 4 ] | 7.   | Villarreal          | 56 | 38 | 16 | 8  | 14 | 58  | 57 | +1  |
|       | 8.   | Athletic Bilbao     | 54 | 38 | 15 | 9  | 14 | 50  | 53 | -3  |
| [ 5 ] | 9.   | Atlético Madrid     | 47 | 38 | 13 | 8  | 17 | 57  | 61 | -4  |
|       | 10.  | Deportivo La Coruña | 47 | 38 | 13 | 8  | 17 | 35  | 49 | -14 |
|       | 11.  | Espanyol            | 44 | 38 | 11 | 11 | 16 | 29  | 46 | -17 |
|       | 12.  | Osasuna             | 43 | 38 | 11 | 10 | 17 | 37  | 46 | -9  |
|       | 13.  | Almería             | 42 | 38 | 10 | 12 | 16 | 43  | 55 | -12 |
|       | 14.  | Real Saragozza      | 41 | 38 | 10 | 11 | 17 | 46  | 64 | -18 |
|       | 15.  | Sporting Gijón      | 40 | 38 | 9  | 13 | 16 | 36  | 51 | -15 |
|       | 16.  | Racing Santander    | 39 | 38 | 9  | 12 | 17 | 42  | 59 | -17 |
|       | 17.  | Malaga              | 37 | 38 | 7  | 16 | 15 | 42  | 48 | -6  |
|       | 18.  | Real Valladolid     | 36 | 38 | 7  | 15 | 16 | 37  | 62 | -25 |
|       | 19.  | Tenerife            | 36 | 38 | 9  | 9  | 20 | 40  | 74 | -34 |
|       | 20.  | Xerez               | 34 | 38 | 8  | 10 | 20 | 38  | 66 | -28 |

Legenda:
      Campione di Spagna e qualificata alla prima fase a gironi della UEFA Champions League 2010-2011.
      Qualificata alla fase a gironi della UEFA Champions League 2010-2011.
      Qualificate al terzo turno di qualificazione della UEFA Champions League 2010-2011.
      Qualificate al primo turno di UEFA Europa League 2010-2011.
      Retrocesse in Segunda División 2010-2011.
Regolamento:
Tre punti a vittoria, uno a pareggio, zero a sconfitta.
In caso di arrivo di due o più squadre a pari punti, la graduatoria verrà stilata secondo la classifica avulsa tra le squadre interessate che prevede, in ordine, i seguenti criteri:
- Punti negli scontri diretti.
- Differenza reti negli scontri diretti.
- Regola dei gol fuori casa negli scontri diretti.
- Differenza reti generale.
- Reti realizzate in generale.
- Posizione nella classifica fair-play.

### Squadra campione
| Formazione tipo (4-3-3) | Giocatori (presenze)        |
| --- | --------------------------- |
| Valdés Dani Alves Puyol Piqué Maxwell Iniesta Busquets Xavi Messi Ibrahimović Pedro | Víctor Valdés (38)          |
| Valdés Dani Alves Puyol Piqué Maxwell Iniesta Busquets Xavi Messi Ibrahimović Pedro | Dani Alves (29)             |
| Valdés Dani Alves Puyol Piqué Maxwell Iniesta Busquets Xavi Messi Ibrahimović Pedro | Carles Puyol (32)           |
| Valdés Dani Alves Puyol Piqué Maxwell Iniesta Busquets Xavi Messi Ibrahimović Pedro | Gerard Piqué (32)           |
| Valdés Dani Alves Puyol Piqué Maxwell Iniesta Busquets Xavi Messi Ibrahimović Pedro | Maxwell (25)                |
| Valdés Dani Alves Puyol Piqué Maxwell Iniesta Busquets Xavi Messi Ibrahimović Pedro | Andrés Iniesta (29)         |
| Valdés Dani Alves Puyol Piqué Maxwell Iniesta Busquets Xavi Messi Ibrahimović Pedro | Sergio Busquets (33)        |
| Valdés Dani Alves Puyol Piqué Maxwell Iniesta Busquets Xavi Messi Ibrahimović Pedro | Xavi (34)                   |
| Valdés Dani Alves Puyol Piqué Maxwell Iniesta Busquets Xavi Messi Ibrahimović Pedro | Lionel Messi (35)           |
| Valdés Dani Alves Puyol Piqué Maxwell Iniesta Busquets Xavi Messi Ibrahimović Pedro | Zlatan Ibrahimović (29)     |
| Valdés Dani Alves Puyol Piqué Maxwell Iniesta Busquets Xavi Messi Ibrahimović Pedro | Pedro (34)                  |
| Valdés Dani Alves Puyol Piqué Maxwell Iniesta Busquets Xavi Messi Ibrahimović Pedro | Allenatore: Josep Guardiola |
| Altri giocatori: Seydou Keita (29), Bojan Krkić (23), Yaya Touré (23), Thierry Henry (21), Éric Abidal (17), Rafael Márquez (15), Dmytro Čyhryns'kyj (12), Jeffrén (12), Gabriel Milito (11), Jonathan dos Santos (3), Thiago (1), Andreu Fontàs (1), Marc Bartra (1). |                             |

## Risultati

### Calendario
| andata (1ª) | andata (1ª) | 1ª giornata                     | ritorno (19ª) | ritorno (19ª) |
|             |             |                                 |               |               |
| 30 ago.     | 3-2         | Real Madrid-Deportivo La Coruña | 3-1           | 31 gen.       |
| 30 ago.     | 1-0         | Real Saragozza-Tenerife         | 3-1           | 31 gen.       |
| 30 ago.     | 1-0         | Athletic Bilbao-Espanyol        | 0-1           | 31 gen.       |
| 30 ago.     | 2-0         | Maiorca-Xerez                   | 1-2           | 31 gen.       |
| 30 ago.     | 1-1         | Osasuna-Villarreal              | 2-0           | 31 gen.       |
| 30 ago.     | 1-4         | Racing Santander-Getafe         | 0-0           | 31 gen.       |
| 30 ago.     | 3-0         | Malaga-Atlético Madrid          | 2-0           | 31 gen.       |
| 30 ago.     | 2-0         | Valencia-Siviglia               | 1-2           | 31 gen.       |
| 30 ago.     | 0-0         | Almería-Valladolid              | 1-1           | 31 gen.       |
| 30 ago.     | 3-0         | Barcellona-Sporting Gijón       | 1-0           | 31 gen.       |

| andata (2ª) | andata (2ª) | 2ª giornata                      | ritorno (21ª) | ritorno (21ª) |
|             |             |                                  |               |               |
| 13 set.     | 1-0         | Deportivo La Coruña-Malaga       | 0-0           | 7 feb.        |
| 13 set.     | 0-1         | Xerez-Athletic Bilbao            | 2-3           | 7 feb.        |
| 13 set.     | 0-3         | Espanyol-Real Madrid             | 0-3           | 7 feb.        |
| 13 set.     | 1-1         | Villarreal-Maiorca               | 0-1           | 7 feb.        |
| 13 set.     | 2-1         | Tenerife-Osasuna                 | 0-1           | 7 feb.        |
| 13 set.     | 4-1         | Siviglia-Real Saragozza          | 1-2           | 7 feb.        |
| 13 set.     | 2-4         | Valladolid-Valencia              | 0-2           | 7 feb.        |
| 13 set.     | 1-0         | Sporting Gijón-Almería           | 1-3           | 7 feb.        |
| 13 set.     | 0-2         | Getafe-Barcellona                | 1-2           | 7 feb.        |
| 13 set.     | 1-1         | Atlético Madrid-Racing Santander | 1-1           | 7 feb.        |

| andata (1ª) | andata (1ª) | 1ª giornata                     | ritorno (19ª) | ritorno (19ª) |
|             |             |                                 |               |               |
| 30 ago.     | 3-2         | Real Madrid-Deportivo La Coruña | 3-1           | 31 gen.       |
| 30 ago.     | 1-0         | Real Saragozza-Tenerife         | 3-1           | 31 gen.       |
| 30 ago.     | 1-0         | Athletic Bilbao-Espanyol        | 0-1           | 31 gen.       |
| 30 ago.     | 2-0         | Maiorca-Xerez                   | 1-2           | 31 gen.       |
| 30 ago.     | 1-1         | Osasuna-Villarreal              | 2-0           | 31 gen.       |
| 30 ago.     | 1-4         | Racing Santander-Getafe         | 0-0           | 31 gen.       |
| 30 ago.     | 3-0         | Malaga-Atlético Madrid          | 2-0           | 31 gen.       |
| 30 ago.     | 2-0         | Valencia-Siviglia               | 1-2           | 31 gen.       |
| 30 ago.     | 0-0         | Almería-Valladolid              | 1-1           | 31 gen.       |
| 30 ago.     | 3-0         | Barcellona-Sporting Gijón       | 1-0           | 31 gen.       |

| andata (2ª) | andata (2ª) | 2ª giornata                      | ritorno (21ª) | ritorno (21ª) |
|             |             |                                  |               |               |
| 13 set.     | 1-0         | Deportivo La Coruña-Malaga       | 0-0           | 7 feb.        |
| 13 set.     | 0-1         | Xerez-Athletic Bilbao            | 2-3           | 7 feb.        |
| 13 set.     | 0-3         | Espanyol-Real Madrid             | 0-3           | 7 feb.        |
| 13 set.     | 1-1         | Villarreal-Maiorca               | 0-1           | 7 feb.        |
| 13 set.     | 2-1         | Tenerife-Osasuna                 | 0-1           | 7 feb.        |
| 13 set.     | 4-1         | Siviglia-Real Saragozza          | 1-2           | 7 feb.        |
| 13 set.     | 2-4         | Valladolid-Valencia              | 0-2           | 7 feb.        |
| 13 set.     | 1-0         | Sporting Gijón-Almería           | 1-3           | 7 feb.        |
| 13 set.     | 0-2         | Getafe-Barcellona                | 1-2           | 7 feb.        |
| 13 set.     | 1-1         | Atlético Madrid-Racing Santander | 1-1           | 7 feb.        |

| andata (3ª) | andata (3ª) | 3ª giornata                  | ritorno (22ª) | ritorno (22ª) |
|             |             |                              |               |               |
| 20 set.     | 0-2         | Osasuna-Siviglia             | 0-1           | 14 feb.       |
| 20 set.     | 1-2         | Real Saragozza-Valladolid    | 1-1           | 14 feb.       |
| 20 set.     | 2-2         | Valencia-Sporting Gijón      | 1-1           | 14 feb.       |
| 20 set.     | 1-0         | Almería-Getafe               | 2-2           | 14 feb.       |
| 20 set.     | 5-2         | Barcellona-Atlético Madrid   | 1-2           | 14 feb.       |
| 20 set.     | 1-2         | Malaga-Racing Santander      | 3-0           | 14 feb.       |
| 20 set.     | 4-0         | Maiorca-Tenerife             | 0-1           | 14 feb.       |
| 20 set.     | 3-2         | Athletic Bilbao-Villarreal   | 1-2           | 14 feb.       |
| 20 set.     | 2-3         | Deportivo La Coruña-Espanyol | 0-2           | 14 feb.       |
| 20 set.     | 5-0         | Real Madrid-Xerez            | 3-0           | 14 feb.       |

| andata (4ª) | andata (4ª) | 4ª giornata                   | ritorno (23ª) | ritorno (23ª) |
|             |             |                               |               |               |
| 23 set      | 2-2         | Atlético Madrid-Almería       | 0-1           | 21 feb.       |
| 23 set      | 2-1         | Espanyol-Malaga               | 1-2           | 21 feb.       |
| 23 set      | 1-2         | Valladolid-Osasuna            | 1-1           | 21 feb.       |
| 23 set      | 0-2         | Villarreal- Real Madrid       | 2-6           | 21 feb.       |
| 23 set      | 1-1         | Sporting Gijón-Real Saragozza | 3-1           | 21 feb.       |
| 23 set      | 1-0         | Tenerife-Athletic Bilbao      | 1-4           | 21 feb.       |
| 23 set      | 3-1         | Getafe-Valencia               | 1-2           | 21 feb.       |
| 23 set      | 3-2         | Siviglia-Mallorca             | 3-1           | 21 feb.       |
| 23 set      | 1-4         | Racing Santander-Barcellona   | 0-4           | 21 feb.       |
| 23 set      | 0-3         | Xerez-Deportivo La Coruña     | 1-2           | 21 feb.       |

| andata (3ª) | andata (3ª) | 3ª giornata                  | ritorno (22ª) | ritorno (22ª) |
|             |             |                              |               |               |
| 20 set.     | 0-2         | Osasuna-Siviglia             | 0-1           | 14 feb.       |
| 20 set.     | 1-2         | Real Saragozza-Valladolid    | 1-1           | 14 feb.       |
| 20 set.     | 2-2         | Valencia-Sporting Gijón      | 1-1           | 14 feb.       |
| 20 set.     | 1-0         | Almería-Getafe               | 2-2           | 14 feb.       |
| 20 set.     | 5-2         | Barcellona-Atlético Madrid   | 1-2           | 14 feb.       |
| 20 set.     | 1-2         | Malaga-Racing Santander      | 3-0           | 14 feb.       |
| 20 set.     | 4-0         | Maiorca-Tenerife             | 0-1           | 14 feb.       |
| 20 set.     | 3-2         | Athletic Bilbao-Villarreal   | 1-2           | 14 feb.       |
| 20 set.     | 2-3         | Deportivo La Coruña-Espanyol | 0-2           | 14 feb.       |
| 20 set.     | 5-0         | Real Madrid-Xerez            | 3-0           | 14 feb.       |

| andata (4ª) | andata (4ª) | 4ª giornata                   | ritorno (23ª) | ritorno (23ª) |
|             |             |                               |               |               |
| 23 set      | 2-2         | Atlético Madrid-Almería       | 0-1           | 21 feb.       |
| 23 set      | 2-1         | Espanyol-Malaga               | 1-2           | 21 feb.       |
| 23 set      | 1-2         | Valladolid-Osasuna            | 1-1           | 21 feb.       |
| 23 set      | 0-2         | Villarreal- Real Madrid       | 2-6           | 21 feb.       |
| 23 set      | 1-1         | Sporting Gijón-Real Saragozza | 3-1           | 21 feb.       |
| 23 set      | 1-0         | Tenerife-Athletic Bilbao      | 1-4           | 21 feb.       |
| 23 set      | 3-1         | Getafe-Valencia               | 1-2           | 21 feb.       |
| 23 set      | 3-2         | Siviglia-Mallorca             | 3-1           | 21 feb.       |
| 23 set      | 1-4         | Racing Santander-Barcellona   | 0-4           | 21 feb.       |
| 23 set      | 0-3         | Xerez-Deportivo La Coruña     | 1-2           | 21 feb.       |

| andata (5ª) | andata (5ª) | 5ª giornata                    | ritorno (24ª) | ritorno (24ª) |
|             |             |                                |               |               |
| 27 set.     | 0-4         | Athletic Bilbao-Siviglia       | 0-0           | 28 feb.       |
| 27 set.     | 3-0         | Real Madrid-Tenerife           | 5-1           | 28 feb.       |
| 27 set.     | 0-2         | Malaga-Barcellona              | 1-2           | 28 feb.       |
| 27 set.     | 2-2         | Valencia-Atlético Madrid       | 1-4           | 28 feb.       |
| 27 set.     | 2-2         | Almería-Racing Santander       | 2-0           | 28 feb.       |
| 27 set.     | 0-0         | Espanyol-Xerez                 | 1-1           | 28 feb.       |
| 27 set.     | 3-0         | Mallorca-Valladolid            | 2-1           | 28 feb.       |
| 27 set.     | 1-0         | Osasuna-Sporting Gijón         | 2-3           | 28 feb.       |
| 27 set.     | 3-0         | Real Saragozza-Getafe          | 2-0           | 28 feb.       |
| 27 set.     | 1-0         | Deportivo La Coruña-Villarreal | 0-1           | 28 feb.       |

| andata (6ª) | andata (6ª) | 6ª giornata                    | ritorno (25ª) | ritorno (25ª) |
|             |             |                                |               |               |
| 2 ott.      | 0-1         | Tenerife-Deportivo La Coruña   | 1-3           | 7 mar.        |
| 2 ott.      | 1-0         | Barcellona-Almería             | 2-2           | 7 mar.        |
| 2 ott.      | 2-1         | Atlético Madrid-Real Saragozza | 1-1           | 7 mar.        |
| 2 ott.      | 2-1         | Getafe-Osasuna                 | 0-0           | 7 mar.        |
| 2 ott.      | 4-1         | Sporting Gijón-Maiorca         | 0-3           | 7 mar.        |
| 2 ott.      | 2-2         | Valladolid-Athletic Bilbao     | 0-2           | 7 mar.        |
| 2 ott.      | 0-0         | Villarreal-Espanyol            | 0-0           | 7 mar.        |
| 2 ott.      | 0-1         | Racing Santander-Valencia      | 0-0           | 7 mar.        |
| 2 ott.      | 2-1         | Siviglia-Real Madrid           | 2-3           | 7 mar.        |
| 2 ott.      | 1-1         | Xerez-Malaga                   | 4-2           | 7 mar.        |

| andata (5ª) | andata (5ª) | 5ª giornata                    | ritorno (24ª) | ritorno (24ª) |
|             |             |                                |               |               |
| 27 set.     | 0-4         | Athletic Bilbao-Siviglia       | 0-0           | 28 feb.       |
| 27 set.     | 3-0         | Real Madrid-Tenerife           | 5-1           | 28 feb.       |
| 27 set.     | 0-2         | Malaga-Barcellona              | 1-2           | 28 feb.       |
| 27 set.     | 2-2         | Valencia-Atlético Madrid       | 1-4           | 28 feb.       |
| 27 set.     | 2-2         | Almería-Racing Santander       | 2-0           | 28 feb.       |
| 27 set.     | 0-0         | Espanyol-Xerez                 | 1-1           | 28 feb.       |
| 27 set.     | 3-0         | Mallorca-Valladolid            | 2-1           | 28 feb.       |
| 27 set.     | 1-0         | Osasuna-Sporting Gijón         | 2-3           | 28 feb.       |
| 27 set.     | 3-0         | Real Saragozza-Getafe          | 2-0           | 28 feb.       |
| 27 set.     | 1-0         | Deportivo La Coruña-Villarreal | 0-1           | 28 feb.       |

| andata (6ª) | andata (6ª) | 6ª giornata                    | ritorno (25ª) | ritorno (25ª) |
|             |             |                                |               |               |
| 2 ott.      | 0-1         | Tenerife-Deportivo La Coruña   | 1-3           | 7 mar.        |
| 2 ott.      | 1-0         | Barcellona-Almería             | 2-2           | 7 mar.        |
| 2 ott.      | 2-1         | Atlético Madrid-Real Saragozza | 1-1           | 7 mar.        |
| 2 ott.      | 2-1         | Getafe-Osasuna                 | 0-0           | 7 mar.        |
| 2 ott.      | 4-1         | Sporting Gijón-Maiorca         | 0-3           | 7 mar.        |
| 2 ott.      | 2-2         | Valladolid-Athletic Bilbao     | 0-2           | 7 mar.        |
| 2 ott.      | 0-0         | Villarreal-Espanyol            | 0-0           | 7 mar.        |
| 2 ott.      | 0-1         | Racing Santander-Valencia      | 0-0           | 7 mar.        |
| 2 ott.      | 2-1         | Siviglia-Real Madrid           | 2-3           | 7 mar.        |
| 2 ott.      | 1-1         | Xerez-Malaga                   | 4-2           | 7 mar.        |

| andata (7ª) | andata (7ª) | 7ª giornata                     | ritorno (26ª) | ritorno (26ª) |
|             |             |                                 |               |               |
| 18 ott.     | 1-0         | Deportivo La Coruña-Siviglia    | 1-1           | 14 mar.       |
| 18 ott.     | 4-2         | Real Madrid-Valladolid          | 4-1           | 14 mar.       |
| 18 ott.     | 0-0         | Valencia-Barcellona             | 0-3           | 14 mar.       |
| 18 ott.     | 1-2         | Malaga-Almería                  | 0-1           | 14 mar.       |
| 18 ott.     | 2-1         | Xerez-Villarreal                | 0-2           | 14 mar.       |
| 18 ott.     | 2-0         | Espanyol-Tenerife               | 1-4           | 14 mar.       |
| 18 ott.     | 3-1         | Maiorca-Getafe                  | 0-3           | 14 mar.       |
| 18 ott.     | 2-2         | Real Saragozza-Racing Santander | 0-0           | 14 mar.       |
| 18 ott.     | 1-2         | Athletic Bilbao-Sporting Gijón  | 0-0           | 14 mar.       |
| 18 ott.     | 3-0         | Osasuna-Atlético Madrid         | 0-1           | 14 mar.       |

| andata (8ª) | andata (8ª) | 8ª giornata                    | ritorno (27ª) | ritorno (27ª) |
|             |             |                                |               |               |
| 27 ott..    | 1-1         | Atlético Madrid-Maiorca        | 1-4           | 21 mar.       |
| 27 ott..    | 0-0         | Sporting Gijón-Real Madrid     | 1-3           | 21 mar.       |
| 27 ott..    | 0-0         | Siviglia-Espanyol              | 0-2           | 21 mar.       |
| 27 ott..    | 2-0         | Getafe-Athletic Bilbao         | 2-2           | 21 mar.       |
| 27 ott..    | 1-1         | Racing Santander-Osasuna       | 3-1           | 21 mar.       |
| 27 ott..    | 1-0         | Tenerife-Xerez                 | 1-2           | 21 mar.       |
| 27 ott..    | 4-0         | Valladolid-Deportivo La Coruña | 2-0           | 21 mar.       |
| 27 ott..    | 2-1         | Villarreal-Malaga              | 0-2           | 21 mar.       |
| 27 ott..    | 0-3         | Almería-Valencia               | 0-2           | 21 mar.       |
| 27 ott..    | 6-1         | Barcellona- Real Saragozza     | 4-2           | 21 mar.       |

| andata (7ª) | andata (7ª) | 7ª giornata                     | ritorno (26ª) | ritorno (26ª) |
|             |             |                                 |               |               |
| 18 ott.     | 1-0         | Deportivo La Coruña-Siviglia    | 1-1           | 14 mar.       |
| 18 ott.     | 4-2         | Real Madrid-Valladolid          | 4-1           | 14 mar.       |
| 18 ott.     | 0-0         | Valencia-Barcellona             | 0-3           | 14 mar.       |
| 18 ott.     | 1-2         | Malaga-Almería                  | 0-1           | 14 mar.       |
| 18 ott.     | 2-1         | Xerez-Villarreal                | 0-2           | 14 mar.       |
| 18 ott.     | 2-0         | Espanyol-Tenerife               | 1-4           | 14 mar.       |
| 18 ott.     | 3-1         | Maiorca-Getafe                  | 0-3           | 14 mar.       |
| 18 ott.     | 2-2         | Real Saragozza-Racing Santander | 0-0           | 14 mar.       |
| 18 ott.     | 1-2         | Athletic Bilbao-Sporting Gijón  | 0-0           | 14 mar.       |
| 18 ott.     | 3-0         | Osasuna-Atlético Madrid         | 0-1           | 14 mar.       |

| andata (8ª) | andata (8ª) | 8ª giornata                    | ritorno (27ª) | ritorno (27ª) |
|             |             |                                |               |               |
| 27 ott..    | 1-1         | Atlético Madrid-Maiorca        | 1-4           | 21 mar.       |
| 27 ott..    | 0-0         | Sporting Gijón-Real Madrid     | 1-3           | 21 mar.       |
| 27 ott..    | 0-0         | Siviglia-Espanyol              | 0-2           | 21 mar.       |
| 27 ott..    | 2-0         | Getafe-Athletic Bilbao         | 2-2           | 21 mar.       |
| 27 ott..    | 1-1         | Racing Santander-Osasuna       | 3-1           | 21 mar.       |
| 27 ott..    | 1-0         | Tenerife-Xerez                 | 1-2           | 21 mar.       |
| 27 ott..    | 4-0         | Valladolid-Deportivo La Coruña | 2-0           | 21 mar.       |
| 27 ott..    | 2-1         | Villarreal-Malaga              | 0-2           | 21 mar.       |
| 27 ott..    | 0-3         | Almería-Valencia               | 0-2           | 21 mar.       |
| 27 ott..    | 6-1         | Barcellona- Real Saragozza     | 4-2           | 21 mar.       |

| andata (9ª) | andata (9ª) | 9ª giornata                        | ritorno (28ª) | ritorno (28ª) |
|             |             |                                    |               |               |
| 1º nov.     | 2-0         | Real Madrid-Getafe                 | 4-2           | 24 mar.       |
| 1º nov.     | 0-2         | Xerez-Siviglia                     | 1-1           | 24 mar.       |
| 1º nov.     | 1-1         | Osasuna-Barcellona                 | 0-2           | 24 mar.       |
| 1º nov.     | 1-0         | Athletic Bilbao-Atlético Madrid    | 0-2           | 24 mar.       |
| 1º nov.     | 1-1         | Espanyol-Valladolid                | 0-0           | 24 mar.       |
| 1º nov.     | 1-0         | Maiorca-Racing Santander           | 0-0           | 24 mar.       |
| 1º nov.     | 5-0         | Villarreal-Tenerife                | 2-2           | 24 mar.       |
| 1º nov.     | 2-1         | Real Saragozza-Almería             | 0-1           | 24 mar.       |
| 1º nov.     | 0-1         | Malaga-Valencia                    | 0-1           | 24 mar.       |
| 1º nov.     | 1-1         | Deportivo La Coruña-Sporting Gijón | 1-2           | 24 mar.       |

| andata (10ª) | andata (10ª) | 10ª giornata                     | ritorno (29ª) | ritorno (29ª) |
|              |              |                                  |               |               |
| 7 nov.       | 0-2          | Getafe-Deportivo La Coruña       | 3-1           | 28 mar.       |
| 7 nov.       | 2-2          | Tenerife-Malaga                  | 1-1           | 28 mar.       |
| 7 nov.       | 4-2          | Barcellona-Maiorca               | 1-0           | 28 mar.       |
| 7 nov.       | 2-3          | Atlético Madrid-Real Madrid      | 2-3           | 28 mar.       |
| 7 nov.       | 0-0          | Valladolid-Xerez                 | 0-3           | 28 mar.       |
| 7 nov.       | 1-0          | Sporting Gijón-Espanyol          | 0-0           | 28 mar.       |
| 7 nov.       | 0-2          | Racing Santander-Athletic Bilbao | 3-4           | 28 mar.       |
| 7 nov.       | 2-0          | Almería-Osasuna                  | 0-1           | 28 mar.       |
| 7 nov.       | 3-1          | Valencia-Real Saragozza          | 0-3           | 28 mar.       |
| 7 nov.       | 3-2          | Siviglia-Villarreal              | 0-3           | 28 mar.       |

| andata (9ª) | andata (9ª) | 9ª giornata                        | ritorno (28ª) | ritorno (28ª) |
|             |             |                                    |               |               |
| 1º nov.     | 2-0         | Real Madrid-Getafe                 | 4-2           | 24 mar.       |
| 1º nov.     | 0-2         | Xerez-Siviglia                     | 1-1           | 24 mar.       |
| 1º nov.     | 1-1         | Osasuna-Barcellona                 | 0-2           | 24 mar.       |
| 1º nov.     | 1-0         | Athletic Bilbao-Atlético Madrid    | 0-2           | 24 mar.       |
| 1º nov.     | 1-1         | Espanyol-Valladolid                | 0-0           | 24 mar.       |
| 1º nov.     | 1-0         | Maiorca-Racing Santander           | 0-0           | 24 mar.       |
| 1º nov.     | 5-0         | Villarreal-Tenerife                | 2-2           | 24 mar.       |
| 1º nov.     | 2-1         | Real Saragozza-Almería             | 0-1           | 24 mar.       |
| 1º nov.     | 0-1         | Malaga-Valencia                    | 0-1           | 24 mar.       |
| 1º nov.     | 1-1         | Deportivo La Coruña-Sporting Gijón | 1-2           | 24 mar.       |

| andata (10ª) | andata (10ª) | 10ª giornata                     | ritorno (29ª) | ritorno (29ª) |
|              |              |                                  |               |               |
| 7 nov.       | 0-2          | Getafe-Deportivo La Coruña       | 3-1           | 28 mar.       |
| 7 nov.       | 2-2          | Tenerife-Malaga                  | 1-1           | 28 mar.       |
| 7 nov.       | 4-2          | Barcellona-Maiorca               | 1-0           | 28 mar.       |
| 7 nov.       | 2-3          | Atlético Madrid-Real Madrid      | 2-3           | 28 mar.       |
| 7 nov.       | 0-0          | Valladolid-Xerez                 | 0-3           | 28 mar.       |
| 7 nov.       | 1-0          | Sporting Gijón-Espanyol          | 0-0           | 28 mar.       |
| 7 nov.       | 0-2          | Racing Santander-Athletic Bilbao | 3-4           | 28 mar.       |
| 7 nov.       | 2-0          | Almería-Osasuna                  | 0-1           | 28 mar.       |
| 7 nov.       | 3-1          | Valencia-Real Saragozza          | 0-3           | 28 mar.       |
| 7 nov.       | 3-2          | Siviglia-Villarreal              | 0-3           | 28 mar.       |

| andata (11ª) | andata (11ª) | 11ª giornata                        | ritorno (30ª) | ritorno (30ª) |
|              |              |                                     |               |               |
| 22 nov.      | 1-0          | Real Madrid-Racing Santander        | 2-0           | 4 apr.        |
| 22 nov.      | 0-0          | Xerez-Sporting Gijón                | 2-2           | 4 apr.        |
| 22 nov.      | 0-2          | Espanyol-Getafe                     | 1-1           | 4 apr.        |
| 22 nov.      | 2-1          | Deportivo La Coruña-Atlético Madrid | 0-3           | 4 apr.        |
| 22 nov.      | 1-1          | Athletic Bilbao-Barcellona          | 1-4           | 4 apr.        |
| 22 nov.      | 1-3          | Osasuna-Valencia                    | 0-3           | 4 apr.        |
| 22 nov.      | 1-1          | Malaga-Real Saragozza               | 0-2           | 4 apr.        |
| 22 nov.      | 3-1          | Maiorca-Almería                     | 1-1           | 4 apr.        |
| 22 nov.      | 1-2          | Tenerife-Siviglia                   | 0-3           | 4 apr.        |
| 22 nov.      | 3-1          | Villarreal-Valladolid               | 2-0           | 4 apr.        |

| andata (12ª) | andata (12ª) | 12ª giornata                         | ritorno (31ª) | ritorno (31ª) |
|              |              |                                      |               |               |
| 29 nov.      | 1-0          | Sporting Gijón-Villarreal            | 0-1           | 11 apr.       |
| 29 nov.      | 1-1          | Valencia-Maiorca                     | 2-3           | 11 apr.       |
| 29 nov.      | 2-2          | Siviglia-Malaga                      | 2-1           | 11 apr.       |
| 29 nov.      | 1-4          | Almería-Athletic Bilbao              | 1-4           | 11 apr.       |
| 29 nov.      | 5-1          | Getafe-Xerez                         | 1-0           | 11 apr.       |
| 29 nov.      | 0-1          | Racing Santander-Deportivo La Coruña | 1-1           | 11 apr.       |
| 29 nov.      | 3-3          | Valladolid-Tenerife                  | 0-0           | 11 apr.       |
| 29 nov.      | 0-1          | Real Saragozza-Osasuna               | 0-2           | 11 apr.       |
| 29 nov.      | 1-0          | Barcellona-Real Madrid               | 2-0           | 11 apr.       |
| 29 nov.      | 4-0          | Atlético Madrid-Espanyol             | 0-3           | 11 apr.       |

| andata (11ª) | andata (11ª) | 11ª giornata                        | ritorno (30ª) | ritorno (30ª) |
|              |              |                                     |               |               |
| 22 nov.      | 1-0          | Real Madrid-Racing Santander        | 2-0           | 4 apr.        |
| 22 nov.      | 0-0          | Xerez-Sporting Gijón                | 2-2           | 4 apr.        |
| 22 nov.      | 0-2          | Espanyol-Getafe                     | 1-1           | 4 apr.        |
| 22 nov.      | 2-1          | Deportivo La Coruña-Atlético Madrid | 0-3           | 4 apr.        |
| 22 nov.      | 1-1          | Athletic Bilbao-Barcellona          | 1-4           | 4 apr.        |
| 22 nov.      | 1-3          | Osasuna-Valencia                    | 0-3           | 4 apr.        |
| 22 nov.      | 1-1          | Malaga-Real Saragozza               | 0-2           | 4 apr.        |
| 22 nov.      | 3-1          | Maiorca-Almería                     | 1-1           | 4 apr.        |
| 22 nov.      | 1-2          | Tenerife-Siviglia                   | 0-3           | 4 apr.        |
| 22 nov.      | 3-1          | Villarreal-Valladolid               | 2-0           | 4 apr.        |

| andata (12ª) | andata (12ª) | 12ª giornata                         | ritorno (31ª) | ritorno (31ª) |
|              |              |                                      |               |               |
| 29 nov.      | 1-0          | Sporting Gijón-Villarreal            | 0-1           | 11 apr.       |
| 29 nov.      | 1-1          | Valencia-Maiorca                     | 2-3           | 11 apr.       |
| 29 nov.      | 2-2          | Siviglia-Malaga                      | 2-1           | 11 apr.       |
| 29 nov.      | 1-4          | Almería-Athletic Bilbao              | 1-4           | 11 apr.       |
| 29 nov.      | 5-1          | Getafe-Xerez                         | 1-0           | 11 apr.       |
| 29 nov.      | 0-1          | Racing Santander-Deportivo La Coruña | 1-1           | 11 apr.       |
| 29 nov.      | 3-3          | Valladolid-Tenerife                  | 0-0           | 11 apr.       |
| 29 nov.      | 0-1          | Real Saragozza-Osasuna               | 0-2           | 11 apr.       |
| 29 nov.      | 1-0          | Barcellona-Real Madrid               | 2-0           | 11 apr.       |
| 29 nov.      | 4-0          | Atlético Madrid-Espanyol             | 0-3           | 11 apr.       |

| andata (13ª) | andata (13ª) | 13ª giornata                   | ritorno (32ª) | ritorno (32ª) |
|              |              |                                |               |               |
| 6 dic.       | 1-2          | Athletic Bilbao-Valencia       | 0-2           | 14 apr.       |
| 6 dic.       | 0-2          | Xerez-Atlético Madrid          | 2-1           | 14 apr.       |
| 6 dic.       | 1-1          | Siviglia-Valladolid            | 1-2           | 14 apr.       |
| 6 dic.       | 4-2          | Real Madrid-Almería            | 2-1           | 14 apr.       |
| 6 dic.       | 1-3          | Deportivo La Coruña-Barcellona | 0-3           | 14 apr.       |
| 6 dic.       | 0-4          | Espanyol-Racing Santander      | 1-3           | 14 apr.       |
| 6 dic.       | 1-1          | Malaga-Osasuna                 | 2-2           | 14 apr.       |
| 6 dic.       | 4-1          | Maiorca-Real Saragozza         | 1-1           | 14 apr.       |
| 6 dic.       | 2-1          | Tenerife-Sporting Gijón        | 2-0           | 14 apr.       |
| 6 dic.       | 3-2          | Villarreal-Getafe              | 0-3           | 14 apr.       |

| andata (14ª) | andata (14ª) | 14ª giornata                   | ritorno (33ª) | ritorno (33ª) |
|              |              |                                |               |               |
| 13 dic.      | 1-1          | Valladolid-Malaga              | 0-0           | 18 apr.       |
| 13 dic.      | 0-1          | Sporting Gijón-Siviglia        | 0-3           | 18 apr.       |
| 13 dic.      | 2-1          | Getafe-Tenerife                | 2-3           | 18 apr.       |
| 13 dic.      | 1-2          | Atlético Madrid-Villarreal     | 1-2           | 18 apr.       |
| 13 dic.      | 3-2          | Racing Santander-Xerez         | 2-2           | 18 apr.       |
| 13 dic.      | 1-0          | Barcellona-Espanyol            | 0-0           | 18 apr.       |
| 13 dic.      | 1-1          | Almería-Deportivo La Coruña    | 0-0           | 18 apr.       |
| 13 dic.      | 2-3          | Valencia-Real Madrid           | 0-2           | 18 apr.       |
| 13 dic.      | 1-2          | Real Saragozza-Athletic Bilbao | 0-0           | 18 apr.       |
| 13 dic.      | 0-1          | Osasuna-Maiorca                | 0-2           | 18 apr.       |

| andata (13ª) | andata (13ª) | 13ª giornata                   | ritorno (32ª) | ritorno (32ª) |
|              |              |                                |               |               |
| 6 dic.       | 1-2          | Athletic Bilbao-Valencia       | 0-2           | 14 apr.       |
| 6 dic.       | 0-2          | Xerez-Atlético Madrid          | 2-1           | 14 apr.       |
| 6 dic.       | 1-1          | Siviglia-Valladolid            | 1-2           | 14 apr.       |
| 6 dic.       | 4-2          | Real Madrid-Almería            | 2-1           | 14 apr.       |
| 6 dic.       | 1-3          | Deportivo La Coruña-Barcellona | 0-3           | 14 apr.       |
| 6 dic.       | 0-4          | Espanyol-Racing Santander      | 1-3           | 14 apr.       |
| 6 dic.       | 1-1          | Malaga-Osasuna                 | 2-2           | 14 apr.       |
| 6 dic.       | 4-1          | Maiorca-Real Saragozza         | 1-1           | 14 apr.       |
| 6 dic.       | 2-1          | Tenerife-Sporting Gijón        | 2-0           | 14 apr.       |
| 6 dic.       | 3-2          | Villarreal-Getafe              | 0-3           | 14 apr.       |

| andata (14ª) | andata (14ª) | 14ª giornata                   | ritorno (33ª) | ritorno (33ª) |
|              |              |                                |               |               |
| 13 dic.      | 1-1          | Valladolid-Malaga              | 0-0           | 18 apr.       |
| 13 dic.      | 0-1          | Sporting Gijón-Siviglia        | 0-3           | 18 apr.       |
| 13 dic.      | 2-1          | Getafe-Tenerife                | 2-3           | 18 apr.       |
| 13 dic.      | 1-2          | Atlético Madrid-Villarreal     | 1-2           | 18 apr.       |
| 13 dic.      | 3-2          | Racing Santander-Xerez         | 2-2           | 18 apr.       |
| 13 dic.      | 1-0          | Barcellona-Espanyol            | 0-0           | 18 apr.       |
| 13 dic.      | 1-1          | Almería-Deportivo La Coruña    | 0-0           | 18 apr.       |
| 13 dic.      | 2-3          | Valencia-Real Madrid           | 0-2           | 18 apr.       |
| 13 dic.      | 1-2          | Real Saragozza-Athletic Bilbao | 0-0           | 18 apr.       |
| 13 dic.      | 0-1          | Osasuna-Maiorca                | 0-2           | 18 apr.       |

| andata (15ª) | andata (15ª) | 15ª giornata                 | ritorno (34ª) | ritorno (34ª) |
|              |              |                              |               |               |
| 20 dic.      | 2-1          | Valladolid-Sporting Gijón    | 0-2           | 25 apr.       |
| 20 dic.      | 1-2          | Siviglia-Getafe              | 3-4           | 25 apr.       |
| 20 dic.      | 1-1          | Tenerife-Atlético Madrid     | 1-3           | 25 apr.       |
| 20 dic.      | 2-0          | Villarreal-Racing Santander  | 2-1           | 25 apr.       |
| 20 dic.      | 0-2          | Xerez-Barcellona             | 1-3           | 25 apr.       |
| 20 dic.      | 2-0          | Espanyol-Almería             | 1-0           | 25 apr.       |
| 20 dic.      | 0-0          | Deportivo La Coruña-Valencia | 0-1           | 25 apr.       |
| 20 dic.      | 6-0          | Real Madrid-Real Saragozza   | 2-1           | 25 apr.       |
| 20 dic.      | 2-0          | Athletic Bilbao-Osasuna      | 0-0           | 25 apr.       |
| 20 dic.      | 2-1          | Malaga-Maiorca               | 1-1           | 25 apr.       |

| andata (16ª) | andata (16ª) | 16ª giornata                       | ritorno (35ª) | ritorno (35ª) |
|              |              |                                    |               |               |
| 4 gen.       | 1-0          | Almería-Xerez                      | 1-2           | 2 mag.        |
| 4 gen.       | 1-0          | Getafe-Valladolid                  | 0-0           | 2 mag.        |
| 4 gen.       | 2-2          | Sporting Gijón-Malaga              | 1-1           | 2 mag.        |
| 4 gen.       | 2-0          | Racing Santander-Tenerife          | 1-2           | 2 mag.        |
| 4 gen.       | 0-0          | Real Saragozza-Deportivo La Coruña | 1-0           | 2 mag.        |
| 4 gen.       | 2-0          | Maiorca-Athletic Bilbao            | 3-1           | 2 mag.        |
| 4 gen.       | 0-0          | Osasuna-Real Madrid                | 2-3           | 2 mag.        |
| 4 gen.       | 1-0          | Valencia-Espanyol                  | 2-0           | 2 mag.        |
| 4 gen.       | 1-1          | Barcellona-Villarreal              | 4-1           | 2 mag.        |
| 4 gen.       | 2-1          | Atlético Madrid-Siviglia           | 1-3           | 2 mag.        |

| andata (15ª) | andata (15ª) | 15ª giornata                 | ritorno (34ª) | ritorno (34ª) |
|              |              |                              |               |               |
| 20 dic.      | 2-1          | Valladolid-Sporting Gijón    | 0-2           | 25 apr.       |
| 20 dic.      | 1-2          | Siviglia-Getafe              | 3-4           | 25 apr.       |
| 20 dic.      | 1-1          | Tenerife-Atlético Madrid     | 1-3           | 25 apr.       |
| 20 dic.      | 2-0          | Villarreal-Racing Santander  | 2-1           | 25 apr.       |
| 20 dic.      | 0-2          | Xerez-Barcellona             | 1-3           | 25 apr.       |
| 20 dic.      | 2-0          | Espanyol-Almería             | 1-0           | 25 apr.       |
| 20 dic.      | 0-0          | Deportivo La Coruña-Valencia | 0-1           | 25 apr.       |
| 20 dic.      | 6-0          | Real Madrid-Real Saragozza   | 2-1           | 25 apr.       |
| 20 dic.      | 2-0          | Athletic Bilbao-Osasuna      | 0-0           | 25 apr.       |
| 20 dic.      | 2-1          | Malaga-Maiorca               | 1-1           | 25 apr.       |

| andata (16ª) | andata (16ª) | 16ª giornata                       | ritorno (35ª) | ritorno (35ª) |
|              |              |                                    |               |               |
| 4 gen.       | 1-0          | Almería-Xerez                      | 1-2           | 2 mag.        |
| 4 gen.       | 1-0          | Getafe-Valladolid                  | 0-0           | 2 mag.        |
| 4 gen.       | 2-2          | Sporting Gijón-Malaga              | 1-1           | 2 mag.        |
| 4 gen.       | 2-0          | Racing Santander-Tenerife          | 1-2           | 2 mag.        |
| 4 gen.       | 0-0          | Real Saragozza-Deportivo La Coruña | 1-0           | 2 mag.        |
| 4 gen.       | 2-0          | Maiorca-Athletic Bilbao            | 3-1           | 2 mag.        |
| 4 gen.       | 0-0          | Osasuna-Real Madrid                | 2-3           | 2 mag.        |
| 4 gen.       | 1-0          | Valencia-Espanyol                  | 2-0           | 2 mag.        |
| 4 gen.       | 1-1          | Barcellona-Villarreal              | 4-1           | 2 mag.        |
| 4 gen.       | 2-1          | Atlético Madrid-Siviglia           | 1-3           | 2 mag.        |

| andata (17ª) | andata (17ª) | 17ª giornata                | ritorno (36ª) | ritorno (36ª) |
|              |              |                             |               |               |
| 10 gen.      | 0-4          | Valladolid-Atlético Madrid  | 1-3           | 5 mag.        |
| 10 gen.      | 1-2          | Siviglia-Racing Santander   | 5-1           | 5 mag.        |
| 10 gen.      | 1-1          | Villarreal-Almería          | 2-4           | 5 mag.        |
| 10 gen.      | 1-3          | Xerez-Valencia              | 1-3           | 5 mag.        |
| 10 gen.      | 2-1          | Espanyol-Real Saragozza     | 0-1           | 5 mag.        |
| 10 gen.      | 1-0          | Sporting Gijón-Getafe       | 1-1           | 5 mag.        |
| 10 gen.      | 1-0          | Deportivo La Coruña-Osasuna | 1-3           | 5 mag.        |
| 10 gen.      | 1-1          | Malaga-Athletic Bilbao      | 1-1           | 5 mag.        |
| 10 gen.      | 2-0          | Real Madrid-Maiorca         | 4-1           | 5 mag.        |
| 10 gen.      | 0-5          | Tenerife-Barcellona         | 1-4           | 5 mag.        |

| andata (18ª) | andata (18ª) | 18ª giornata                   | ritorno (37ª) | ritorno (37ª) |
|              |              |                                |               |               |
| 17 gen.      | 2-0          | Osasuna-Espanyol               | 1-2           | 8 mag.        |
| 17 gen.      | 1-0          | Athletic Bilbao-Real Madrid    | 1-5           | 8 mag.        |
| 17 gen.      | 4-0          | Barcellona-Siviglia            | 3-2           | 8 mag.        |
| 17 gen.      | 1-1          | Almería-Tenerife               | 2-2           | 8 mag.        |
| 17 gen.      | 1-0          | Malaga-Getafe                  | 1-2           | 8 mag.        |
| 17 gen.      | 1-1          | Racing Santander-Valladolid    | 1-2           | 8 mag.        |
| 17 gen.      | 0-0          | Real Saragozza-Xerez           | 2-3           | 8 mag.        |
| 17 gen.      | 3-2          | Atlético Madrid-Sporting Gijón | 1-1           | 8 mag.        |
| 17 gen.      | 4-1          | Valencia-Villarreal            | 0-2           | 8 mag.        |
| 17 gen.      | 2-0          | Maiorca-Deportivo La Coruña    | 0-1           | 8 mag.        |

| andata (17ª) | andata (17ª) | 17ª giornata                | ritorno (36ª) | ritorno (36ª) |
|              |              |                             |               |               |
| 10 gen.      | 0-4          | Valladolid-Atlético Madrid  | 1-3           | 5 mag.        |
| 10 gen.      | 1-2          | Siviglia-Racing Santander   | 5-1           | 5 mag.        |
| 10 gen.      | 1-1          | Villarreal-Almería          | 2-4           | 5 mag.        |
| 10 gen.      | 1-3          | Xerez-Valencia              | 1-3           | 5 mag.        |
| 10 gen.      | 2-1          | Espanyol-Real Saragozza     | 0-1           | 5 mag.        |
| 10 gen.      | 1-0          | Sporting Gijón-Getafe       | 1-1           | 5 mag.        |
| 10 gen.      | 1-0          | Deportivo La Coruña-Osasuna | 1-3           | 5 mag.        |
| 10 gen.      | 1-1          | Malaga-Athletic Bilbao      | 1-1           | 5 mag.        |
| 10 gen.      | 2-0          | Real Madrid-Maiorca         | 4-1           | 5 mag.        |
| 10 gen.      | 0-5          | Tenerife-Barcellona         | 1-4           | 5 mag.        |

| andata (18ª) | andata (18ª) | 18ª giornata                   | ritorno (37ª) | ritorno (37ª) |
|              |              |                                |               |               |
| 17 gen.      | 2-0          | Osasuna-Espanyol               | 1-2           | 8 mag.        |
| 17 gen.      | 1-0          | Athletic Bilbao-Real Madrid    | 1-5           | 8 mag.        |
| 17 gen.      | 4-0          | Barcellona-Siviglia            | 3-2           | 8 mag.        |
| 17 gen.      | 1-1          | Almería-Tenerife               | 2-2           | 8 mag.        |
| 17 gen.      | 1-0          | Malaga-Getafe                  | 1-2           | 8 mag.        |
| 17 gen.      | 1-1          | Racing Santander-Valladolid    | 1-2           | 8 mag.        |
| 17 gen.      | 0-0          | Real Saragozza-Xerez           | 2-3           | 8 mag.        |
| 17 gen.      | 3-2          | Atlético Madrid-Sporting Gijón | 1-1           | 8 mag.        |
| 17 gen.      | 4-1          | Valencia-Villarreal            | 0-2           | 8 mag.        |
| 17 gen.      | 2-0          | Maiorca-Deportivo La Coruña    | 0-1           | 8 mag.        |

| \| andata (19ª) \| andata (19ª) \| 19ª giornata \| ritorno (38ª) \| ritorno (38ª) \| \| \| \| \| \| \| \| 24 gen. \| 1-0 \| Siviglia-Almería \| 3-2 \| 16 mag. \| \| 24 gen. \| 0-3 \| Valladolid-Barcellona \| 0-4 \| 16 mag. \| \| 24 gen. \| 3-1 \| Deportivo La Coruña-Athletic Bilbao \| 0-2 \| 16 mag. \| \| 24 gen. \| 1-2 \| Xerez-Osasuna \| 1-1 \| 16 mag. \| \| 24 gen. \| 0-1 \| Sporting Gijón-Racing Santander \| 0-2 \| 16 mag. \| \| 24 gen. \| 0-0 \| Tenerife-Valencia \| 0-1 \| 16 mag. \| \| 24 gen. \| 4-2 \| Villarreal-Real Saragozza \| 3-3 \| 16 mag. \| \| 24 gen. \| 1-0 \| Getafe-Atlético Madrid \| 3-0 \| 16 mag. \| \| 24 gen. \| 1-1 \| Espanyol-Maiorca \| 0-2 \| 16 mag. \| \| 24 gen. \| 2-0 \| Real Madrid-Malaga \| 1-1 \| 16 mag. \| |              |                                     |               |               |
| andata (19ª) | andata (19ª) | 19ª giornata                        | ritorno (38ª) | ritorno (38ª) |
| |              |                                     |               |               |
| 24 gen. | 1-0          | Siviglia-Almería                    | 3-2           | 16 mag.       |
| 24 gen. | 0-3          | Valladolid-Barcellona               | 0-4           | 16 mag.       |
| 24 gen. | 3-1          | Deportivo La Coruña-Athletic Bilbao | 0-2           | 16 mag.       |
| 24 gen. | 1-2          | Xerez-Osasuna                       | 1-1           | 16 mag.       |
| 24 gen. | 0-1          | Sporting Gijón-Racing Santander     | 0-2           | 16 mag.       |
| 24 gen. | 0-0          | Tenerife-Valencia                   | 0-1           | 16 mag.       |
| 24 gen. | 4-2          | Villarreal-Real Saragozza           | 3-3           | 16 mag.       |
| 24 gen. | 1-0          | Getafe-Atlético Madrid              | 3-0           | 16 mag.       |
| 24 gen. | 1-1          | Espanyol-Maiorca                    | 0-2           | 16 mag.       |
| 24 gen. | 2-0          | Real Madrid-Malaga                  | 1-1           | 16 mag.       |

| andata (19ª) | andata (19ª) | 19ª giornata                        | ritorno (38ª) | ritorno (38ª) |
|              |              |                                     |               |               |
| 24 gen.      | 1-0          | Siviglia-Almería                    | 3-2           | 16 mag.       |
| 24 gen.      | 0-3          | Valladolid-Barcellona               | 0-4           | 16 mag.       |
| 24 gen.      | 3-1          | Deportivo La Coruña-Athletic Bilbao | 0-2           | 16 mag.       |
| 24 gen.      | 1-2          | Xerez-Osasuna                       | 1-1           | 16 mag.       |
| 24 gen.      | 0-1          | Sporting Gijón-Racing Santander     | 0-2           | 16 mag.       |
| 24 gen.      | 0-0          | Tenerife-Valencia                   | 0-1           | 16 mag.       |
| 24 gen.      | 4-2          | Villarreal-Real Saragozza           | 3-3           | 16 mag.       |
| 24 gen.      | 1-0          | Getafe-Atlético Madrid              | 3-0           | 16 mag.       |
| 24 gen.      | 1-1          | Espanyol-Maiorca                    | 0-2           | 16 mag.       |
| 24 gen.      | 2-0          | Real Madrid-Malaga                  | 1-1           | 16 mag.       |

## Statistiche

### Squadre

#### Capoliste solitarie
|    | —— | —— | —— | —— | ——         | ——         | ——         | ——         | ——         | ——  | ——         | ——         | ——         | ——         | ——         | ——         | ——         | ——         | ——         | ——         | ——         | ——         | ——         | ——  | ——  | ——  | ——  | ——  | ——  | ——         | ——         | ——         | ——         | ——         | ——         | ——         | ——         | —— |  |
|    |    |    |    |    | Barcellona | Barcellona | Barcellona | Barcellona | Barcellona | RMa | Barcellona | Barcellona | Barcellona | Barcellona | Barcellona | Barcellona | Barcellona | Barcellona | Barcellona | Barcellona | Barcellona | Barcellona | Barcellona |     |     |     |     |     |     | Barcellona | Barcellona | Barcellona | Barcellona | Barcellona | Barcellona | Barcellona | Barcellona |    |  |
|    |    |    |    |    |            |            |            |            |            |     |            |            |            |            |            |            |            |            |            |            |            |            |            |     |     |     |     |     |     |            |            |            |            |            |            |            |            |    |  |
|    |    |    |    |    |            |            |            |            |            |     |            |            |            |            |            |            |            |            |            |            |            |            |            |     |     |     |     |     |     |            |            |            |            |            |            |            |            |    |  |
| 1ª | 2ª | 3ª | 4ª | 5ª | 6ª         | 7ª         | 8ª         | 9ª         | 10ª        | 11ª | 12ª        | 13ª        | 14ª        | 15ª        | 16ª        | 17ª        | 18ª        | 19ª        | 20ª        | 21ª        | 22ª        | 23ª        | 24ª        | 25ª | 26ª | 27ª | 28ª | 29ª | 30ª | 31ª        | 32ª        | 33ª        | 34ª        | 35ª        | 36ª        | 37ª        | 38ª        |    |  |

#### Primati stagionali
Squadre
- Maggior numero di vittorie: Barcellona e Real Madrid (31)
- Minor numero di sconfitte: Barcellona (1)
- Migliore attacco: Real Madrid (102 gol segnati)
- Miglior difesa: Barcellona (24 gol subiti)
- Miglior differenza reti: Barcellona (+74)
- Maggior numero di pareggi: Malaga (16)
- Minor numero di pareggi: Real Madrid (3)
- Minor numero di vittorie: Malaga e Real Valladolid (7)
- Maggior numero di sconfitte: Xerez e Tenerife (20)
- Peggiore attacco: Espanyol (29 gol fatti)
- Peggior difesa: Tenerife (74 gol subiti)
- Peggior differenza reti: Tenerife (-34)

Partite
- Più gol (8):

Real Madrid - Villarreal 6-2

### Individuali

#### Classifica marcatori
Fonte:
| Gol | Rigori |  | Giocatore          | Squadra         |
| --- | ------ |  | ------------------ | --------------- |
| 34  | 1      |  | Lionel Messi       | Barcellona      |
| 27  |        |  | Gonzalo Higuaín    | Real Madrid     |
| 26  | 4      |  | Cristiano Ronaldo  | Real Madrid     |
| 21  | 3      |  | David Villa        | Valencia        |
| 18  | 3      |  | Diego Forlán       | Atlético Madrid |
| 16  | 2      |  | Zlatan Ibrahimović | Barcellona      |
| 16  | 3      |  | Roberto Soldado    | Getafe          |
| 15  | 1      |  | Luís Fabiano       | Siviglia        |
| 14  |        |  | Nino               | Tenerife        |
| 14  | 4      |  | Fernando Llorente  | Athletic Bilbao |
| 12  |        |  | Aritz Aduriz       | Maiorca         |
| 12  |        |  | Sergio Agüero      | Atlético Madrid |
| 12  | 1      |  | Mario Bermejo      | Xerez           |
| 12  | 2      |  | Frédéric Kanouté   | Siviglia        |
| 12  | 2      |  | Álvaro Negredo     | Siviglia        |